# Mircea Birău uszoda
A „Mircea Birău mérnök” Fedett Uszoda (románul Piscina „ing. Mircea Birău”) egy magas színvonalú létesítmény Marosvásárhelyen.
1984-ben került sor a megnyitóra. 2003-ban vette át az uszodát Marosvásárhely önkormányzata, és ezt követően felújítások következtek be, ezért többször is zárva volt. Jelenleg két medencével, egy 25×10-essel és egy 6×10-essel rendelkezik.

## Neve
Az intézmény névadója Mircea Birău (1934–2003) építészmérnök, az egykori Építkezési Tröszt sportszerető igazgatója, akinek a város az uszodát köszönheti.

## Szolgáltatások
- Uszoda
- Fitneszterem
- Szauna
- Szolárium

## Külső hivatkozások
- Az uszoda hivatalos honlapja (románul)